# Irina Slavinová
Irina Vjačeslavovna Murachtajeva, užívající pseudonym Irina Slavinová (8. ledna 1973 Gorkij, Sovětský svaz – 2. října 2020 Nižnij Novgorod, Rusko) byla ruská novinářka.
V říjnu 2020 spáchala sebevraždu upálením.

## Život
Slavinová pracovala jako šéfredaktorka serveru koza.press, který v roce 2015 založila. Jde o regionální zpravodajský server, který chce přinášet necenzurované zprávy z Nižněnovgorodské oblasti.
V roce 2019 dostala pokutu za to, že se v jednom ze svých článků údajně dopustila „nerespektování úřadů“.

### Sebevražda

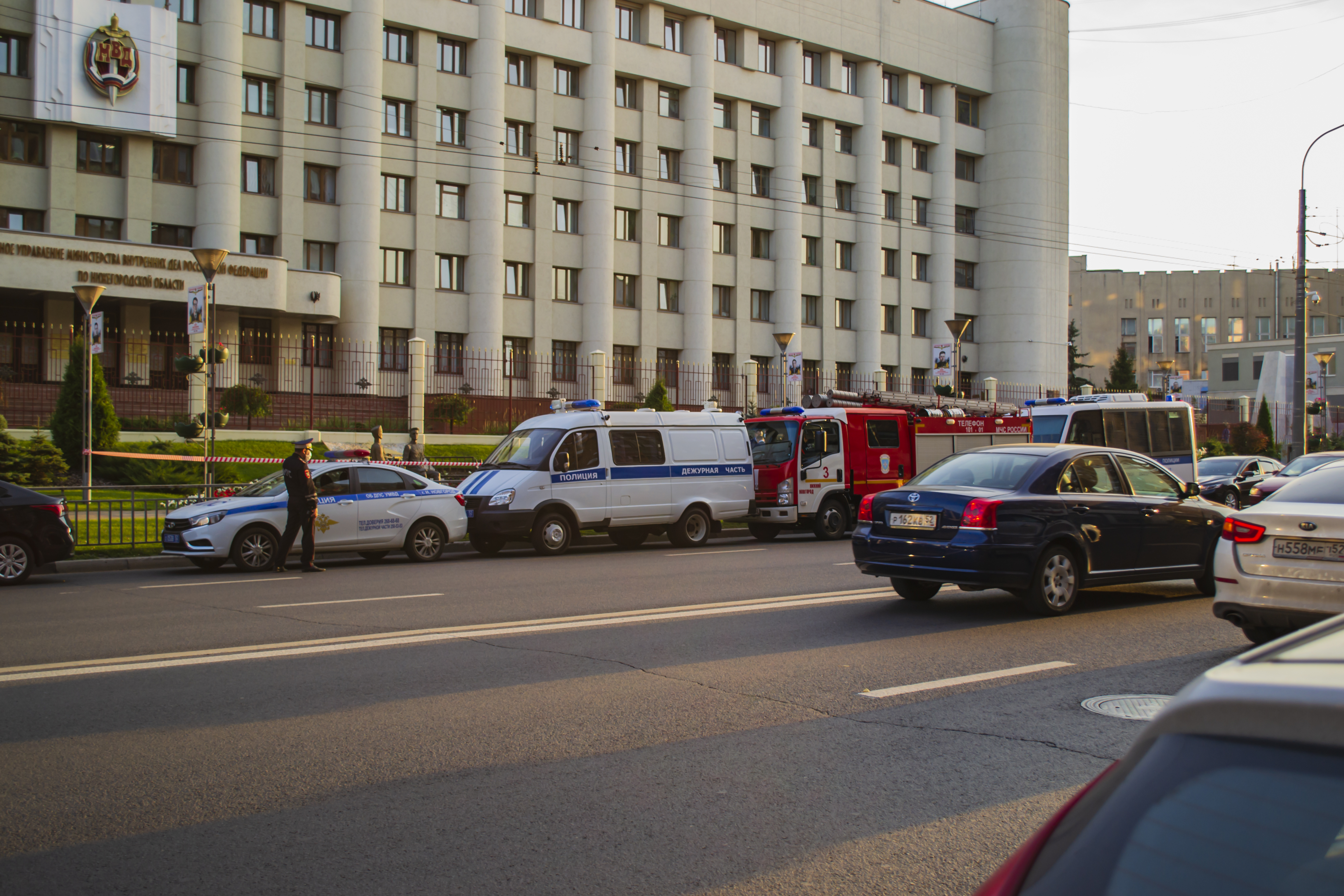
Zásahová vozidla poblíž sídla policie v Nižním Novgorodu

Den před smrtí uvedla, že její byt prohledaly bezpečnostní složky – do jejího bytu vniklo 12 lidí. Policie podle ní hledala tiskoviny a účty spjaté s opozičním hnutím Otevřené Rusko, které založil ruský podnikatel a opozičník Michail Chodorkovskij. „Vzali, co našli – všechny flešky, můj laptop, dceřin laptop, počítač, telefony – nejen můj, ale i manželův, několik poznámkových bloků, do kterých jsem si psala během tiskových konferencí. Zůstala jsem bez prostředků,“ uvedla Slavinová. Podle Rádia Svobodná Evropa (RFE/RL) ruské úřady považují Otevřené Rusko za „nežádoucí“ organizaci a opakovaně se zaměřují na její vedení.
Následujícího dne, 2. října 2020, se před regionální kanceláří ministerstva vnitra upálila. Na Facebooku předtím napsala: „Z mé smrti, prosím, viňte Ruskou federaci.“
Slavinová byla vdaná a měla syna a dceru.